# Joël Collado
Joël Collado, né le 1er juin 1949 à Clermont-Ferrand, est un météorologiste français,. Il obtient son diplôme en 1969 et travaille alors pour la Marine nationale française. Il enseigne ensuite la météorologie à des pilotes et marins, puis à Toulouse en 1982. Il est surtout connu pour avoir présenté la météo sur France Inter et France Info de 1994 à 2015.

## Biographie
Engagé dans la Marine nationale française en 1966, il obtient son diplôme de météorologue en 1969 et réalise des observations et des radiosondages à bord des navires sur lesquels il est embarqué, notamment le porte-avions Arromanches. À partir de 1976, il décide d'enseigner sa discipline. Il forme d'abord des pilotes et des marins puis, en 1982, il rejoint Toulouse, où il continue à transmettre ses connaissances à des étudiants en météorologie. C'est après avoir remplacé un de ses élèves au pied levé qu'il commence sa carrière de présentateur sur Sud Radio en septembre 1987.
Entre 1994 et 2015, il a présenté l'ensemble des flashs météo de la semaine au micro de France Inter et de France Info. Sa voix, au timbre caractéristique, est associée à France Inter et à la météorologie. À ce titre, on la retrouve dans des reportages sur Radio France, dans le générique de l'émission « Un temps de Pauchon », et dans des films.
Il anime fréquemment des conférences sur le thème de la météorologie ou du climat. De 2007 à 2012, notamment, il a participé à une série de rencontres régulières ouvertes à tous, « Autour d'un micro avec Joël Collado » en partenariat avec la Cité de l'espace (à Toulouse) et la société météorologique de France.
À compter du 28 décembre 2015, il est remplacé par Élodie Callac sur France Info et France Inter.